# Mont-de-l'Enclus
Pour les articles homonymes, voir Mont de l'Enclus (homonymie).
Mont-de-l'Enclus (prononcer [mɔ̃ də lɑ̃kly]  ; en néerlandais parfois : Kluisberg) est une commune francophone de Belgique située en Région wallonne dans la province de Hainaut.

## Géographie

La commune de Mont-de-l'Enclus et ses sections de communes.

### Sections de commune
| # | Nom               | Superf. (km²). | Habitants (2020). | Habitants par km² | Code INS |
| - | ----------------- | -------------- | ----------------- | ----------------- | -------- |
| 1 | Amougies (II)     | 4,78           | 1.155             | 242               | 57095A   |
| 2 | Russeignies (III) | 5,41           | 608               | 112               | 57095B   |
| 3 | Anserœul (IV)     | 12,94          | 1.090             | 84                | 57095C   |
| 4 | Orroir (I)        | 4,03           | 936               | 232               | 57095D   |

### Localités limitrophes
- a. Wattripont (Frasnes-lez-Anvaing).
- b. Arc-Ainières (Frasnes-lez-Anvaing).
- c. Velaines (Celles).
- d. Celles (Celles).
- e. Escanaffles (Celles).
- f. Avelgem (Avelgem).
- g. Ruien (Kluisbergen).
- h. Quaremont (Kluisbergen).
- i. Renaix (Renaix).

### Communes limitrophes
| Avelgem | Kluisbergen                 | Kluisbergen         |
| Celles  | Mont-de-l'Enclus            | Renaix              |
| Celles  | Celles, Frasnes-lez-Anvaing | Frasnes-lez-Anvaing |

## Démographie

### Démographie: Commune fusionnée
En tenant compte des anciennes communes entraînées dans la fusion de communes de 1977, on peut dresser l'évolution suivante :
Les chiffres des années 1831 à 1970 tiennent compte des chiffres des anciennes communes fusionnées.
- Source: DGS , de 1831 à 1981=recensements population; à partir de 1990 = nombre d'habitants chaque 1 janvier[4]

### Démographie par section
| #   | Nom         | Superficie (km²) | Population 01/01/2007 | Population 01/01/2016 | Population 01/01/2021 | Densité de population hab./km² 2007 | Densité de population hab./km² 2016 | Densité de population hab./km² 2021 |
| --- | ----------- | ---------------- | --------------------- | --------------------- | --------------------- | ----------------------------------- | ----------------------------------- | ----------------------------------- |
| I   | Amougies    | 4,73             | 1.020                 | 1.120                 | 1.015                 | 215.64                              | 236.79                              | 214.58                              |
| II  | Anserœul    | 12,80            | 1.029                 | 1.403                 | 1.098                 | 80.39                               | 109.61                              | 85.78                               |
| III | Orroir      | 4,01             | 828                   | 950                   | 948                   | 206.48                              | 236.91                              | 236.41                              |
| IV  | Russeignies | 5,35             | 540                   | 598                   | 588                   | 100.93                              | 111.78                              | 109.91                              |

Source : site web de la commune de Mont-de-l'Enclus

## Histoire
Le Mont de L'Enclus fut fondé en 1560 lorsqu'un grand évêque de Rome vint bâtir son église. Des gens sont venus s'y loger. Lors des années qui suivirent, une sœur vint tous les jours soigner, dans l'église, un enfant à la rue alors qu'il était gravement touché de nombreuses maladies, il mourra dans les bras de celle-ci. La légende raconte que son âme est venue veiller sur la vieille dame jusqu'à la fin de ses jours. L'enfant était nommé "Enclus". La commune fût nommée en hommage à cette légende. Et le village d'Amougies fut nommé à partir de cette légende aussi car Amougies signifie l'âme qui veille en gaulois.
Cette légende semble inconnue au niveau local ; l'église d'Amougies datant d'environ 1100, cette légende est plus que sujette à caution, d'autant qu'aucune référence n'est indiquée, qu'il y a confusion entre "Enclus" et "Amougies", qu'il n'y a pas de "Sœur" active à l'époque dans le village, que la mention "d'enfant à la rue" ne correspond pas à grand chose au 16e siècle, etc…

## Héraldique
|  | La commune possède des armoiries qui ne semblent pas avoir été octroyées officiellement (d'après le Cercle d'histoire locale de Mont-de-l'Enclus, ce blason est déjà celui de Harington ; il ne peut donc être celui de Mont-de-l'Enclus qui n'a toujours pas de blason officiel.) Elles sont basées sur le drapeau local adopté en 1983 qui est supposé symboliser les monts et les vallées de la commune (bizarre comme "base" : ce blason n'a rien à voir avec le drapeau qui flotte à la façade de la maison communale). Blasonnement : De sinople à une frette d'argent. Source du blasonnement : Heraldy of the World. |

## Politique et administration

### Conseil et collège communal 2024-2030
| Collège communal  |                           |    |
| ----------------- | ------------------------- | -- |
| Bourgmestre       | Jean-Pierre Bourdeaud'huy | MR |
| 1er Échevine      | Christel Verschuere       | MR |
| 2e Échevin        | Denis Detemmerman         | MR |
| 3e Échevine       | Marie-France Boudry       | MR |
| Président du CPAS | Philippe D'Hondt          | MR |

## Patrimoine et culture

### Patrimoine architectural
- Église Saint-Amand de Russeignies.
- Église Saint-Bavon d'Amougies.
- Église Saint-Brice d'Orroir.

## Illustrations

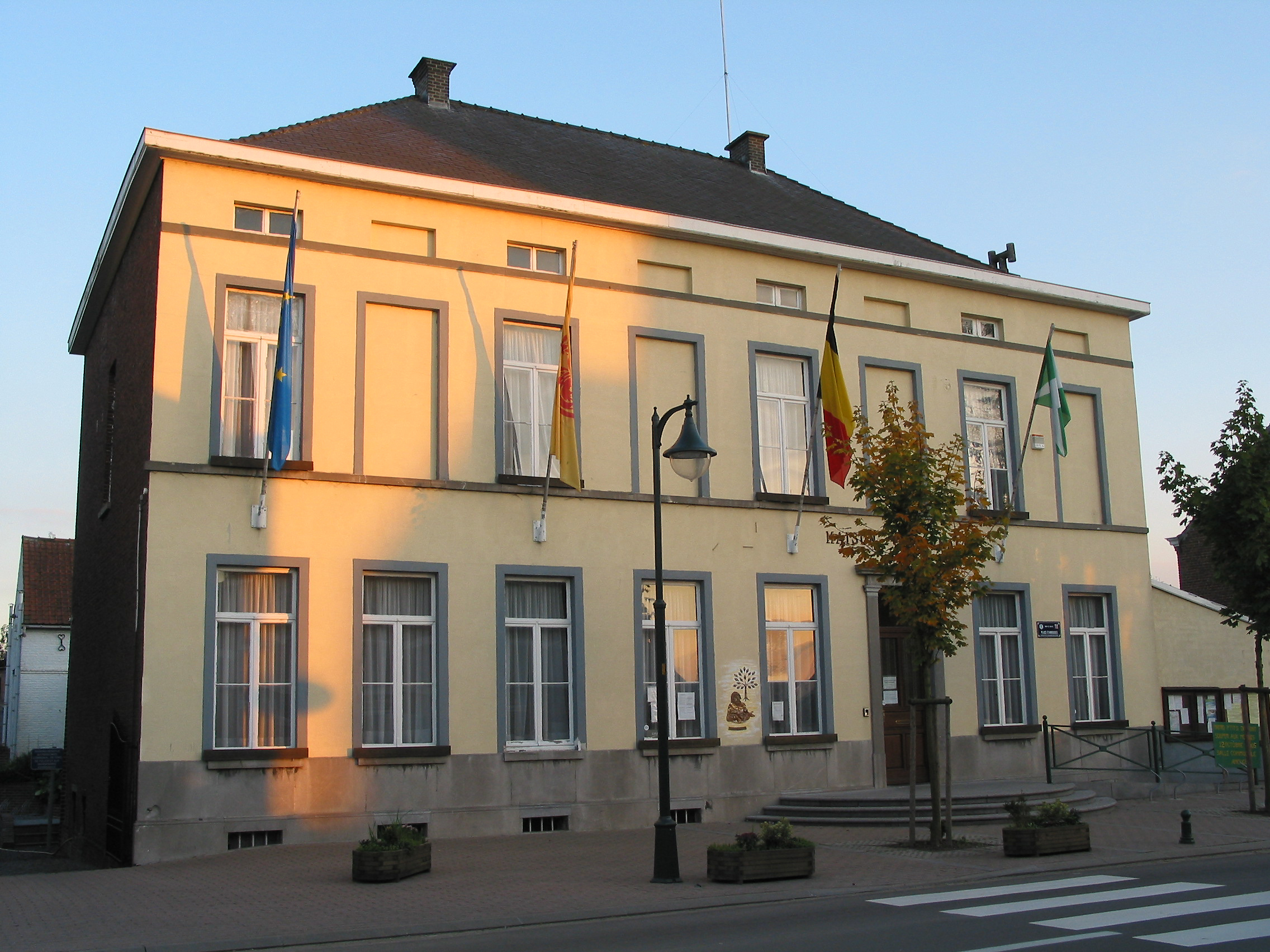
La maison communale située à Amougies.
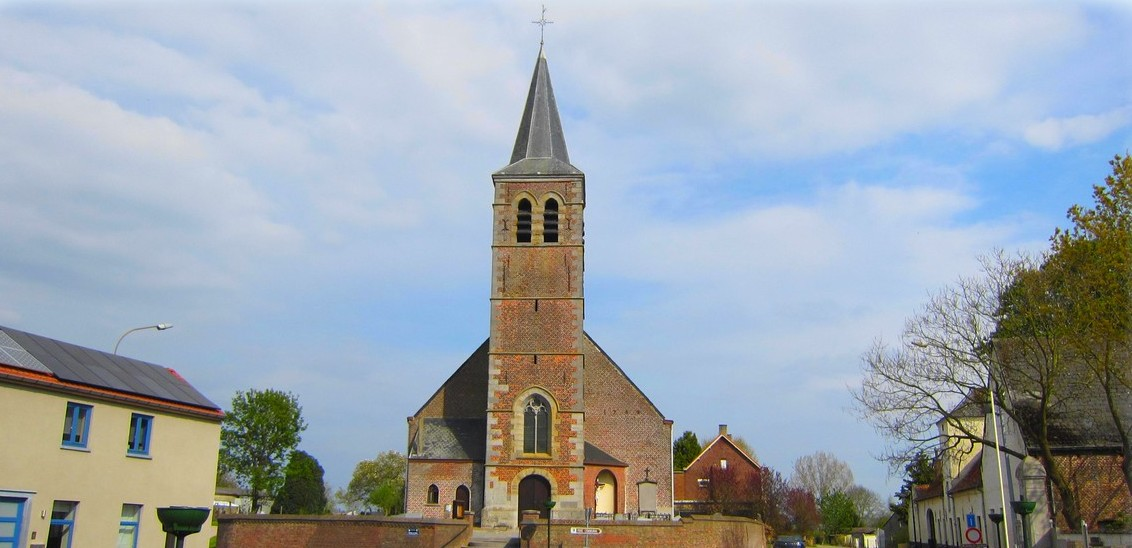
Église Saint-Amand de Russeignies.
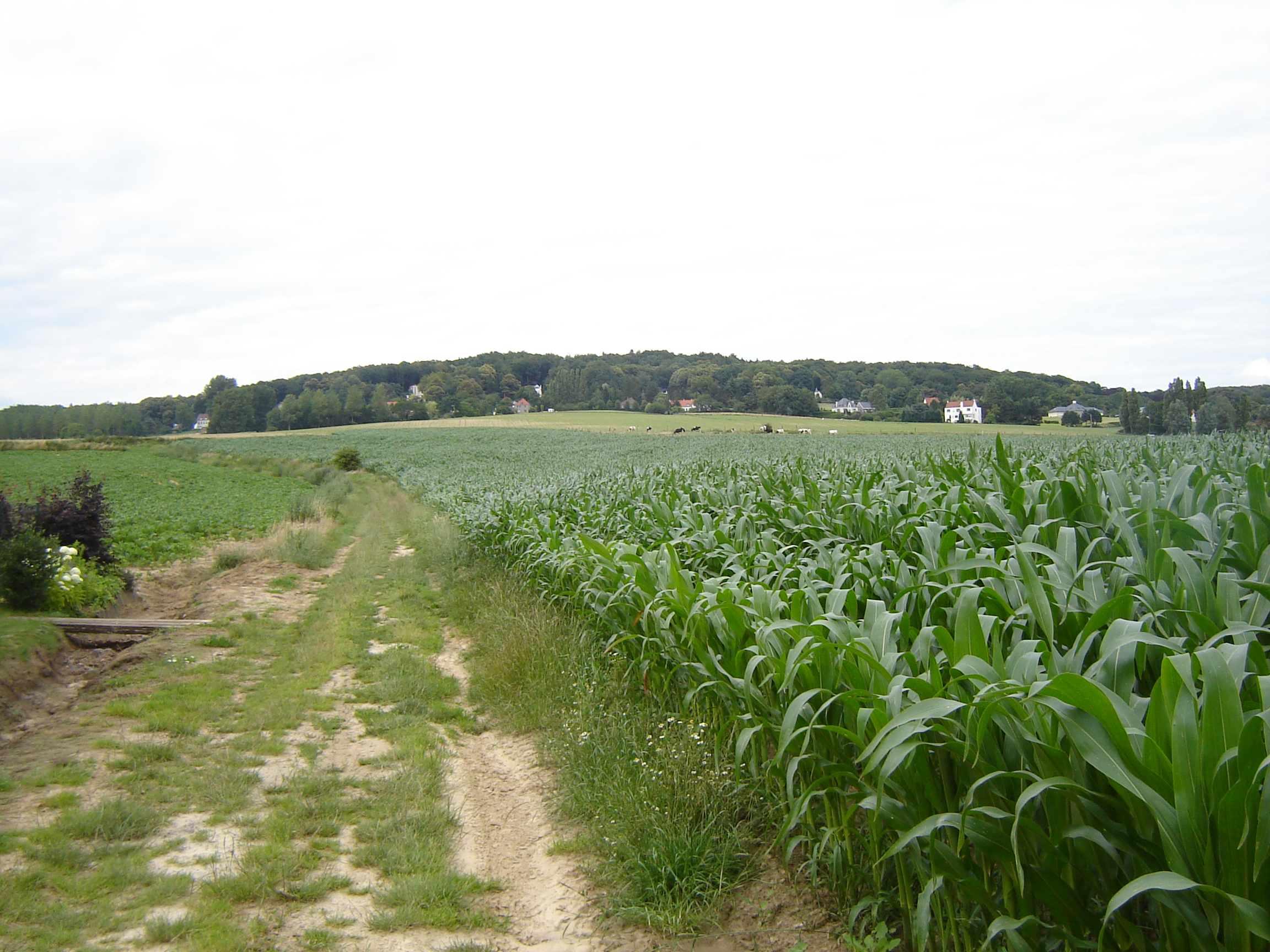
Vue sur le mont de l'Enclus.
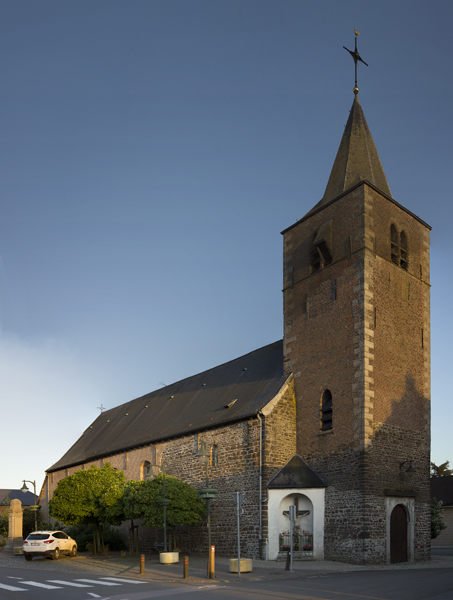
Église Saint-Bavon d'Amougies.